# Karl Rübel (Historiker)
Karl Rübel (* 24. Februar 1848 in Dortmund; † 19. Januar 1916 ebenda) war ein deutscher Historiker und Archivar.

## Leben
Er studierte Geschichtswissenschaften und promovierte mit einer historischen Arbeit mit dem Titel De fontibus quatuor priorum historiae Augustae scriptorum, 1872, an der Universität Bonn.
Danach war er in Dortmund tätig als Lehrer und als erster wissenschaftlicher Leiter des Dortmunder Stadtarchivs.
Er publizierte mehrere historische Werke zur Stadtgeschichte Dortmunds und zur karolingischen Zeit sowie über karolingische Reichshöfe, über die Franken usw. Er war zu seinen Lebzeiten führendes Mitglied des Historischen Vereins für Dortmund und die Grafschaft Mark e.V. Darüber hinaus gehörte er im März 1896 zu den Gründungsmitgliedern der Historischen Kommission für Westfalen.
Seine Nachfolgerin als Stadtarchivarin in Dortmund war Luise von Winterfeld.
Sein Sohn Karl Rübel (1895–1945) war Generalleutnant in der Wehrmacht.

## Werke (Auswahl)
- De fontibus quatuor priorum historiae Augustae scriptorum. Georgi, Bonn 1872 (Bonn, Univ., Phil. Fak., Diss., 1872).
- Beiträge zur Geschichte Dortmunds und der Grafschaft Mark. Bd. 1–3. Köppen, Dortmund 1875–1878.
- Dortmunder Urkundenbuch, Bd. 1–3. Köppen, Dortmund 1881–1910 (Digitalisat).
- Kurzes Inventar des Dortmunder historischen Stadtarchivs. Köppen, Dortmund 1897 (Beiträge zur Geschichte Dortmunds und der Grafschaft Mark; 8).
- Die Dortmunder Morgensprachen: ein Beitrag zur Geschichte des ehelichen Güterrechtes. Köppen, Dortmund 1900 (Beiträge zur Geschichte Dortmunds und der Grafschaft Mark; 9).
- Die älteste Geschichte des Hellwegs und die Entstehung des Reichshofes Dortmund. Krüger, Dortmund 1900.
- Reichshöfe im Lippe-, Ruhr- und Diemel-Gebiete und am Hellwege. Selbstverlag, Dortmund 1901 (Beiträge zur Geschichte Dortmunds und der Grafschaft Mark. Bd. 10; Sonderausgabe) (Digitalisat).
- Geschichte der Frei- und Reichsstadt Dortmund. Selbstverlag, Dortmund 1901.
- Die Franken, ihr Eroberungs- und Siedelungssystem im deutschen Volkslande. Velhagen & Klasing, Bielefeld u. a. 1904.
- Fränkisches und spätrömisches Kriegswesen. In: Bonner Jahrbücher: Jahrbücher des Vereins von Altertumsfreunden im Rheinlande. Bd. 114/115 (1906), S. 134–158 (Digitalisat).
- Die Dortmunder Reichsleute. Ruhfus, Dortmund 1907 (Beiträge zur Geschichte Dortmunds und der Grafschaft Mark; 15).
- Fränkische Siedlungen: I. Die königliche Villa Dorndorf und das Vorgehen der Franken im deutschen Volkslande, II. Das fränkische Eroberungssystem in der Schweiz und in Churrätien, III. Das fränkische Eroberungssystem in Istrien, IV. Das fränkische System, Regnum, Provisio ruralis regiarum villarum in Aquitanien. In: Zeitschrift des Vereins für Thüringische Geschichte und Altertumskunde. N.F. Bd. 21 = 29 (1913).
- Geschichte der Grafschaft und der freien Reichsstadt Dortmund. Bd. 1: Von den ersten Anfängen bis zum Jahre 1400. Ruhfus, Dortmund 1917.